# Ото II фон Баден-Хахберг
Ото II фон Баден-Хахберг (на немски: Otto II von Baden-Hachberg, † 1418) е от 1410 до 1415 г. последният маркграф на Баден-Хахберг и господар на Хьоинген.

## Биография
Той е третият син на маркграф Хесо фон Баден-Хахберг († 1410) и Агнес фон Геролдсек.
След смъртта на братята му Хайнрих и Хесо той поема през 1410 г. сам Баден-Хахберг. Маркграфството е с големи финансови задължения и той понеже няма деца го продава през 1415 г. на маркграф Бернхард I фон Баден за 80 000 рейнски гулдена. Въпреки продажбата, Ото се нарича до смъртта си през 1418 г. маркграф фон Хахберг. Замъкът Хьоинген той ползва до края на живота си. С него измира Дом Баден-Хахберг.